# Michael Hocks
Michael Hocks (* 21. Dezember 1943 in Spittal an der Drau) ist ein deutscher Musikmanager. Er war Intendant der Alten Oper in Frankfurt am Main.

## Leben und Werk

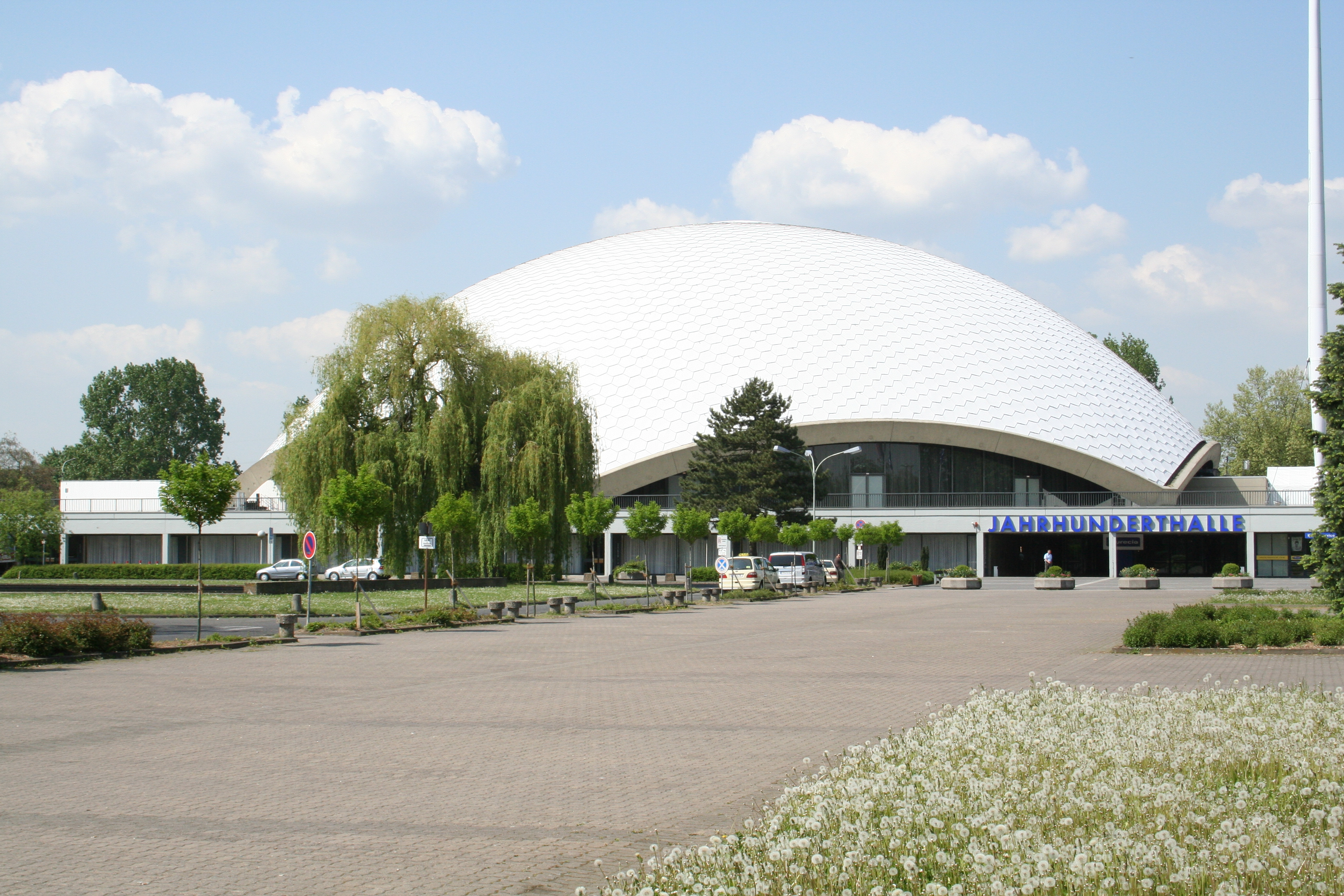
Die Jahrhunderthalle in Frankfurt-Höchst

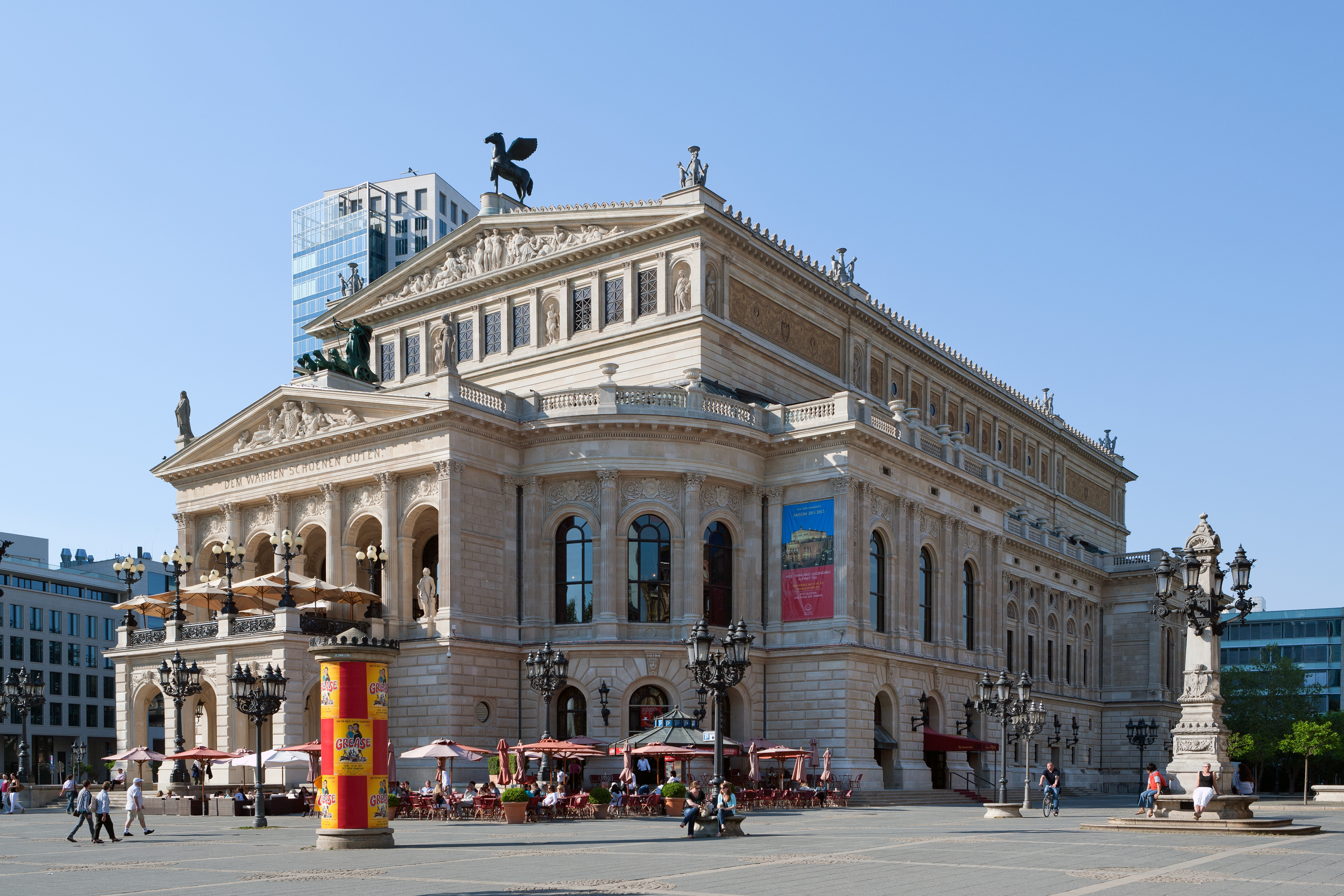
Die Alte Oper in Frankfurt am Main

Hocks wuchs in Wiedenbrück in einem musikfreundlichen Elternhaus auf, seine beiden Geschwister wurden später Berufsmusiker, er selbst nahm privaten Klavierunterricht. Sein Vater arbeitete als Chefarzt und Gynäkologe am St.-Vinzenz-Hospital. Nach dem Besuch des Ratsgymnasiums in Wiedenbrück und dem Internat Kolleg St. Thomas der Dominikaner in Vechta (Abitur 1964), studierte von 1964 bis 1970 Jura an der Universität München. Er schloss sein Studium mit dem ersten Staatsexamen ab, arbeitete fortan als freier Mitarbeit im Musik- und Theaterreferat des Goethe-Instituts in München und analysierte dort die Berichte der Goethe-Institute aus aller Welt. Anschließend vermittelte ihn sein Abteilungsleiter zu einer der „... renommiertesten Agenturen Deutschlands“, der Konzertdirektion Hans Ulrich Schmid in Hannover. Von 1977 bis 1983 war er Mitinhaber dieser Konzertdirektion sowie des Musikhauses Döll in Hannover. Bei Schmid betreute im Laufe der Zeit über 80 Künstler und schuf sich ein umfangreiches Netzwerk, das Künstlern, Orchestern und Konzertveranstaltern in aller Welt umfasste. Mit zahlreichen Musikern, unter anderem Alfred Brendel, Christoph Eschenbach und Pierre Boulez, verbinden ihn Freundschaften.
1984 wechselte Hocks „die Seite“ und wurde Direktor des musikalischen Betriebs der Hamburgischen Staatsoper und des Philharmonischen Staatsorchesters. 1986 berief ihn das Chemieunternehmen Hoechst in Frankfurt am Main zum Intendant und Prokurist für das Konzert- und Kongresshaus Jahrhunderthalle. Er trat die Nachfolge von Hans-Georg Schäfer an, der als Intendant zum Berliner Philharmonischen Orchester wechselte. In Höchst konnte Hocks mit einem Etat, den ihm das Unternehmen zur Verfügung stellte, ein anspruchsvolles Musikprogramm realisieren. Die Konzertreihen hatten bis zu 10.000 Abonnenten. In den 14 Jahren seiner Intendanz veranstaltete er in den Räumen der Jahrhunderthalle zudem mehr als 60 Ausstellungen mit Bildender Kunst.
Im Januar 1998 wurde Hocks zum Geschäftsführer und Intendant am Konzert- und Kongresshaus Alte Oper, ebenfalls in Frankfurt am Main, berufen, wo er mit einem Etat von 19 Millionen Euro 350 Veranstaltungen pro Jahr organisierte. Zusätzlich warb er in erheblichem Maß Sponsorengelder bei – vornehmlich Frankfurter – Unternehmen ein. Die Veranstaltungen im Konzerthaus, das Hocks in einer Krisensituation übernahm, wurde unter seiner Regie von jährlich bis zu 500.000 Menschen besucht, wobei die Auslastung der klassischen Konzerte zuletzt 86 Prozent erreichte, bei Unterhaltungsshows lag sie bei 91 Prozent. Zum 1. März 2012 ging Hocks in den Ruhestand, sein Nachfolger wurde Stephan Pauly, der vormalige Leiter der Stiftung Mozarteum in Salzburg.
2008 wurde Hocks für seine Verdienste an Kunst und Kultur mit der Goethe-Plakette des Landes Hessen ausgezeichnet. Er wohnt im Rheingau-Taunus-Kreis.

## Schriften
- Michael Hocks (Hrsg.): 25 Jahre Alte Oper. Eine Festschrift. Frankfurt am Main 2006